# ブラッド・ニューレイ
ブラッドリー・ニューレイ (英語: Bradley Newley , 1985年2月18日 - ）は、オーストラリア・南オーストラリア州アデレード出身のプロバスケットボール選手。NBLのメルボルン・ユナイテッドに所属している。ポジションはスモールフォワードとシューティングガードを兼務するスウィングマン。

## 経歴
2004年にAISを卒業したニューリーは、ナショナル・バスケットボール・リーグ(NBL)のタウンズビル・クロコダイルズと契約した。2004-05シーズンのルーキーイヤーは、リーグのオールスターゲームMVPを獲得し、新人王とベストシックスマン賞に輝いた。ニューレイはNBL史上唯一新人選手でこれらの偉業を達成した選手である
。
2005年のオフシーズン、ニューレイはセントラルABLのフォレストビル・イーグルスに再入団した。6試合に出場し、1試合平均24.3得点、9.8リバウンド、4.0アシストを記録した。
当初は2006年のNBAドラフトにアーリーエントリーを表明していたが、後に辞退した。2006-07のNBLシーズンはクロコダイルズに復帰。シーズン終了後にオールNBLセカンドチームに選ばれ、2006年11月25日に地元アデレードで開催されたオールスターゲームにも参加した。ニューレイはラリー・アブニーとともにクロコダイルズをNBLプレーオフに導いたが、シドニー・キングスに敗れ、消去法で決勝に進出した。クロコダイルズでは、3シーズン102試合に出場し、1試合平均19.1得点、4.5リバウンド、3.1アシストを記録した。
2007年4月、アデレード・36ersと2年契約を結ぶことに合意したが、2007年のNBAドラフトで指名されることを最大の目標に掲げていた。

### NBAドラフトとサマーリーグ
2007年6月28日に行われた2007年のNBAドラフトにてヒューストン・ロケッツに全体54位で指名された。2007年7月、ロケッツの選手としてサマーリーグに参加し、平均3.3得点、3.0リバウンド、1.0アシストを記録した。2008-09シーズン終了後、ニューレイはロケッツのサマーリーグに再参加し、2009年のNBAサマーリーグでは5試合(3試合先発)出場し、1試合平均6.8得点、2.6リバウンドを記録した。

### パニオニオスとパネリニオス (2007–2009)
2007年8月、ニューリーはロケッツとは契約せず、ギリシャ・バスケットリーグのパニオニオスBCと契約した。
2008年7月16日、パネリニオスBCと契約を交わした。

### シドニー・キングス
2016年6月8日、シドニー・キングスと3年契約を締結した。
2017年2月13日、2016-17シーズン終了後、ギリシャのAEKアテネとレンタル契約を交わした。
2019年3月29日、ニューレイはキングスと2年間の再契約を結んだ。

### メルボルン・ユナイテッド
2021年7月8日、NBLのメルボルン・ユナイテッドと2021-22シーズンの契約を交わした。

## NBAドラフト交渉権
ニューレイはNBAドラフト指名後、チームと契約してないため今現在も未契約扱いである。2017年にニューレイのドラフト交渉権は、ヒューストン・ロケッツからロサンゼルス・レイカーズへトレードされ、2022年にはレイカーズからニューヨーク・ニックスに交渉権がトレードされた。

## 代表歴
2006年、日本で開催された世界選手権に参加。
2008年、北京オリンピックに参加。